# یواس‌اس بنفیش (اس‌اس-۲۲۳)
یواس‌اس بنفیش (اس‌اس-۲۲۳) (به انگلیسی: USS Bonefish (SS-223)) یک زیردریایی بود که طول آن ۳۱۱ فوت ۹ اینچ (۹۵٫۰۲ متر) بود. این زیردریایی در سال ۱۹۴۳ ساخته شد.